# Samuel Maresius

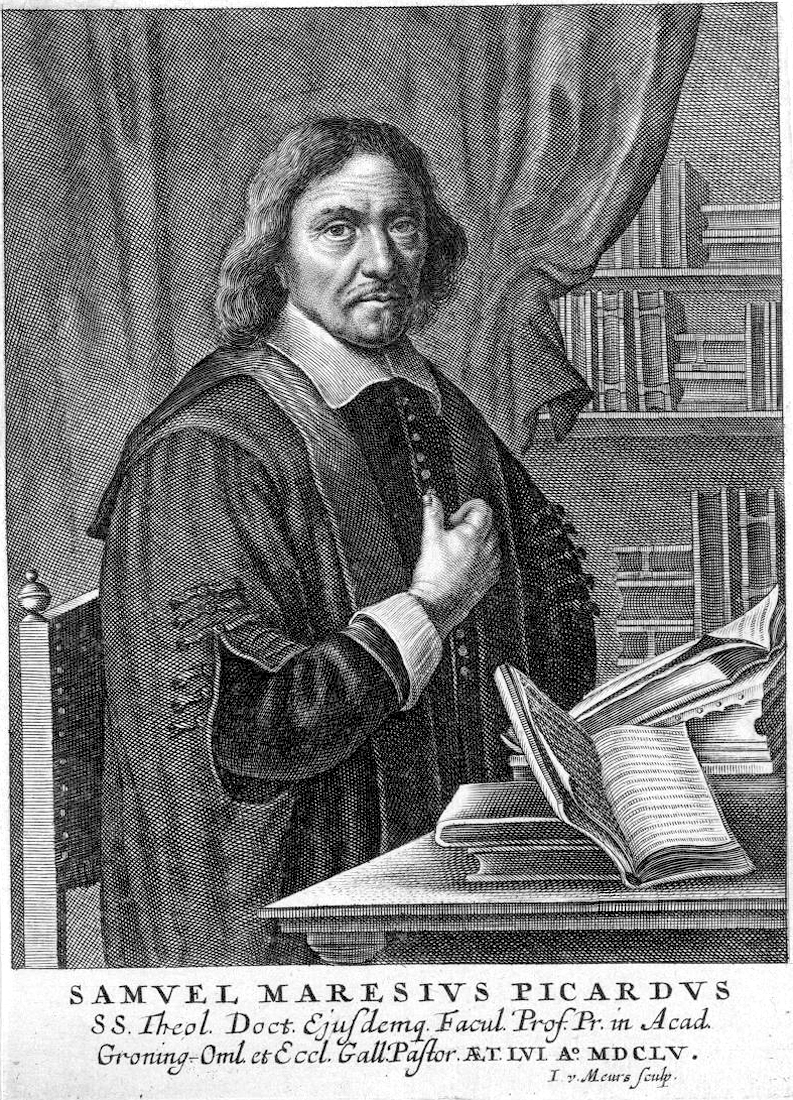
Samuel Maresius (1599–1673) (Jacob van Meurs (I), 1655)

Samuel Maresius (latinisiert; ursprünglich Desmarets oder Des Marets; * 9. August 1599 in Oisemont, Picardie; † 18. Mai 1673 in Groningen) war ein französischer, später niederländischer reformierter Theologe.

## Leben
Der Sohn eines hugenottischen Presbyters studierte nach einer Grundausbildung in Paris ab 1616 Evangelische Theologie an den Akademien Saumur (u. a. bei Franciscus Gomarus und Louis Cappel) und Genf. Nach der Ordination 1620 arbeitete er als Prediger in Laon, musste aber nach Auseinandersetzungen mit den Katholiken fliehen. 1625 wurde er Professor der Theologie an der Akademie Sedan, nachdem er zuvor an der Universität Leiden zum Doctor theologiae promoviert worden war. 1631 verließ er Sedan, um Henri de La Tour d’Auvergne, vicomte de Turenne als Feldprediger zu begleiten. Von 1633 bis 1636 war er wallonischer Prediger in Maastricht, anschließend in ’s-Hertogenbosch. Dort wurde er 1637 Professor am neugegründeten Gymnasium illustre. 1643 wurde er als Nachfolger seines Lehrers Gomarus zum Theologieprofessor an die Reichsuniversität Groningen berufen, wo er trotz zahlreicher weiterer Berufungen bis zu seinem Tod blieb. Viermal amtierte er als Rektor der Universität.

## Werk und Bedeutung
Maresius’ dogmatisches Lehrbuch Collegium theologicum (1645) zählt zu den einflussreichsten theologischen Werken der reformierten Orthodoxie. Ansonsten ist Maresius als Kontroverstheologe bekannt. Zunächst trat er vor allem mit Schriften gegen den Katholizismus auf. Seit der Zeit in ’s-Hertogenbosch bemühte er sich vorrangig um die Verteidigung der orthodoxen Lehre, wie sie auf der Dordrechter Synode 1618/19 festgelegt worden war. Deshalb wandte er sich vor allem gegen die Arminianer und die Sozinianer sowie den Chiliasmus von Jean de Labadie, führte aber auch lange und heftige Auseinandersetzungen gegen den ebenfalls orthodoxen Gisbert Voetius. Sie endeten erst, als beide sich gemeinsam gegen Johannes Coccejus wandten. Gegen René Descartes wandte er ein, dass die Philosophie nicht zu sicheren Aussagen kommen könne.